# فوكسهول (محطة مترو أنفاق لندن)
فوكسهول (بالإنجليزية: Vauxhall)‏ هي إحدى محطات مترو أنفاق لندن. تقع على خط فيكتوريا أفتتحت في المنطقة (Zone) رقم 1 و2 أفتتحت في 11 يوليو 1848، 23 يوليو 1971.